# Nick Mantis
Nicholas Mantis, detto Nick (East Chicago, 7 dicembre 1935 – Schererville, 13 agosto 2017), è stato un cestista statunitense, professionista nella NBA e nella ABL.

## Carriera
Venne selezionato dai St. Louis Hawks al quinto giro del Draft NBA 1959 (37ª scelta assoluta).

## Palmarès
- All-ABL Second Team (1962)